# Главк (сын Гипполоха)
Тщиться других превзойти,
 непрестанно пылать отличиться
Главк (др.-греч. Γλαῦκος) — персонаж древнегреческой мифологии. Сын Гипполоха, внук Беллерофонта (или его сын). Ликиец, друг Сарпедона и участник Троянской войны. Участвовал в битве под стенами Трои. Обменялся оружием с Диомедом. Убил Дексия, наблюдал за поединком Гектора и Эанта. В «Илиаде» убил двух греков. Сражался у стана греков, вместе с Сарпедоном участвовал в наступлении на ворота. В сражении за ворота ранен Тевкром стрелой в мускул. Бился за тело Сарпедона. Убит в поединке с Эантом Великим во время сражения за тело Ахилла. Всего убил четырёх известных воинов.
Его тело Аполлон уносит в Ликию. Эней встретил его в Аиде. Его потомки (Главкиды) правили в ионийских городах.